# Видиковац Сумбулића брдо
Видиковац Сумбулића брдо се налази на 1.099 м.н.в. у атару села Бесеровина, на месту званом Оштрељ, на планини Тари, у оквиру НП Тара.
Налази се изнад стеновитог обронака Таре, доминира пределом и са њега се види цела дринска долина са панорамом Бајине Баште, Перућца и кањона Дрине. При нижем водостају Дрине може се видети седам речних тераса од Перућца до Бајине Баште. Наспрам видиковца је Република Српска, предео изнад Сребренице, Осата и Осмаче, све до босанске Црвице на северу. На југозападној страни виде се обронци Сашице и Романије, а на крајњем север обронци ваљевских планина изнад Љубовије.